# Above Derwent
Above Derwent – civil parish w Anglii, w Kumbrii, w dystrykcie (unitary authority) Cumberland. W 2011 roku civil parish liczyła 1198 mieszkańców. W obszar civil parish wchodzą także Braithwaite, Portinscale, Thornthwaite i Beck Wythop.